# 龙湫寺
龙湫寺，是位于中国福建省宁德市蕉城区城南镇南漈山石笋下的一个清代古建筑，宁德县人民政府于1980年11月将其公布为首批县级文物保护单位。
龙湫寺占地面积约600平方米，始建于明朝天启二年（1622年），原是当地人黄怀川的读书处，后改为寺庙，并于清朝时期重建。